# Топир
Топир (на гръцки: Τόπειρος, на латински: Topirus) е археологически обект, античен град край село Парадисос (Инджес), Саръшабанско, Гърция.

## Местоположение
Развалините са разположени на североизток от Парадисос, на западния бряг на Места (Нестос), в точката, където Виа Егнация пресича реката. Руините на укреплението все още се виждат днес по пътя, който води от Парадисос към Ксанти. Градът е контролирал пътищата по река Места на север и юг, както и първостепенния път Виа Егнация, свързващ Константинопол и Солун.

## История
Смята се, че градът е основан по времето на император Октавиан Август, през първите десетилетия на I век на място, където е имало племенен и религиозен център на траките сапеи. В различни исторически източници градът се споменава още като Τόπειρος, Τόπιρος, Τοπηρίς, Τοπιρίς, Τόπερον и Τόπαρον.
Географът Страбон е първият, който споменава Топир през I век: „Топира е към Авдира и Маронея“ (Τα Τόπειρα έστι προς Αβδήροις και Μαρωνεία). Плиний също го споменава малко по-късно. Географът Клавдий Птолемей през II век го включва в списъка на средиземноморските градове на Тракия като Топирис (Τοπιρίς). В началото на II век е възстановен от римския император Траян като част от неговата регионална политика за урбанизиране на по-слабо развитите райони на Римската империя. Името на римския град е Улпия Топирус (Ulpia Topirus) и се простира на сравнително голяма територия, включваща крепости и селища по двата бряга на Места.
Топир е отбелязан като станция на пътя Виа Егнация с името Топиро (Topiro) на Пойтингеровата карта, копие от средновековна карта от IV/V век, която изобразява всички точки на римските пътища. Тази карта, която отбелязва Топиро на 17 мили източно от Аконтисма, е най-силната следа за местоположението на Топир. Има някои теории, които поставят Топир в Ксанти или някъде край морето, но най-вероятната точка е тази, близо до село Парадисос.
В края на IV и началото на V век Топир е епископско седалище към Траянополската митрополия. Сигурно е, че е останал седалище на епископ поне до VII век. Това показва, че не е бил маловажен град.
„Има в Родопа древен град, на име Топер; голяма част от него обкръжаваше реката със своите вълни, а над него отвесно се издигаше хълм. Нотдавна преди това този град беше превзет от варварите славяни. Но император Юстиниан много увеличи височината на стените му, така че те с толкова надвишаваха височината на хълма, колкото преди това бяха по-ниски от него“.
„Тези славяни, победителите на Асбад, след като опустошиха страната чак до морето, превзеха и един крайморски град на име Топер, въпреки че в него имаше военен гарнизон. Този град бил първият на тракийското крайбрежие и бил на дванадесет дни разстояние от Византион. Превзеха го по следния начин. Повечето от враговете се скриха пред укреплението на труднопроходими места, а няколко, появили се близо до портата, която гледа на изток, тормозеха римляните, които бяха на стената. Римските войници, които бяха в гарнизона, като си въобразяваха, че няма повече врагове от тези, които видяха, когато взеха оръжие, веднага всички излязоха срещу тях. Варварите започнаха да се оттеглят, като се преструваха, че са изплашени от нападението им и бягат; римляните, увлечени от преследването, се оказаха далеч пред укрепленията. Тогава тези в засада се вдигнаха и, като се озоваха в тила на преследвачите, им отрязаха възможността да се върнат обратно в града. А онези, които се преструваха, че се оттеглят, обръщайки лицата си към римляните, поставиха ги между два огъня. Варварите ги унищожиха всички и след това се втурнаха към стените. Жителите на града, лишени от подкрепата на воините, бяха напълно безпомощни, но въпреки това започнаха да отблъскват нападателите, доколкото можеха в момента. Най-напред изляха врящо масло и катран върху нападателите и всички хора ги замеряха с камъни, но те обаче не отразяваха опасността, която ги заплашваше много дълго. Варварите, като изстреляха по тях облак от стрели, ги принудиха да напуснат стените и като поставиха стълби срещу укрепленията, превзеха града със сила. Те незабавно убиха до петнадесет хиляди мъже и ограбиха ценностите им и поробиха деца и жени. Отначало те не щадяха нито възрастта, нито пола; и двата отряда, от момента, в който нахлуха в римската област, избиха всички безразборно, така че цялата земя на Илирия и Тракия беше покрита с непогребани тела. Те убиваха онези, които се изпречваха по пътя им, не с мечове или копия, или с някакви обикновени методи, а като забиваха здраво колове в земята и ги направиха възможно най-остри, набуждаха тези нещастници върху тях с голяма сила, като се уверяваха, че върхът на този кол влезе между задните части и след това под натиска на тялото проникна във вътрешността на човека. Ето как са намерили за добре да ги третират. Понякога тези варвари, забили четири дебели колове дълбоко в земята, връзвали ръцете и краката на затворниците за тях и след това непрекъснато ги биели по главите с пръчки, убивайки ги по този начин, като кучета или като змии или всякакви други диви животни. Останалите, заедно с бикове или дребен добитък, които не можеха да вкарат в бащините си предели, заключваха в помещенията и изгаряха без никакво съжаление. Така отначало славяните унищожаваха всички жители, които срещнаха. Сега те и варварите от друг отряд, сякаш пияни от море от кръв, започнаха да вземат някои от онези, които срещнаха като пленници, и затова всички се прибраха, като взеха със себе си безброй десетки хиляди пленници.“
Най-обстойното споменаване на Топир е от историка Прокопий Кесарийски от VI век в произведението му „За постройките“ 4, 11, 14-17. От него научаваме, че Топир е разрушен в 549 година от славянско нападение. След това бедствие стените са възстановени и е изграден вал до реката, за да се осигури контрол над прехода на Места. Както разрушаването на града, така и реконструкцията на укрепленията стават при Юстиниан.
От описанието на превземането на града през 549 година, отново според Прокопий, който е съвременник на Юстиниан, от неговата книга „За войните“ 7, 38, 9-18, научаваме, че Топир вече е бил ограден от стена, и че славяните са избили 15 000 мъже, което показва, че градът е бил многолюден.
В същия текст Прокопий казва, че Топирос е първият крайбрежен град на Тракия, на 12 дни разстояние от Византион. Фактът, че според Прокопий Топирос е крайбрежен град, вероятно означава, че устието на Места е било по това време много по-на север.
Не знаем много за последвалата история на града, но очевидно никога не се е възстановил след унищожаването през 549 година. Пълното запустяване и изоставяне на града идва след 812 година, когато българският владетел Крум разрушава много тракийски градове. Оттогава няма исторически споменавания за града. Руините на храм от средновизантийския период и някои намеси в стените, които може да са късновизантийски, позволяват да се предположи, че селището не е било напълно изоставено. Това има смисъл, тъй като останалите стени предлагат известна защита. Но никога повече не е имало голям град или крепост, които да бъдат споменати.
Византийският писател Хиерокъл нарича града „Топирос, сега Русион“ (Τόπειρος, νυν Ρούσιον). Фразата е повторена от Константин VII Багрянородни в началото на X век в „За темите“. „Синекдем“ на Хиерокъл е написан преди 535 година, тоест доста преди книгите на Прокопий, в които нищо не се споменава за Русион. Това име подхранва спекулациите, че Топирос всъщност е днешният Ксанти, тъй като на гръцки Ρούσιο и Ξάνθεια са почти синоним. Междувременно в Тракия е имало друг град Русион на мястото на днешния Кешан в Източна Тракия, който е бил седалище на архиепископия и е важен през целия византийски период и дори след това в османско време.

## Описание
Днес е запазена част от стената от римско или византийско време. Крепостта обхваща площ от поне 5 декара. Градът има форма на неправилен трапец. Запазени са части от стени и кули. Ъгловите кули са кръгли, а междинните четириъгълни. В укреплението се разпознават фази от римския и юстиниановия период и от VII век.
Частично е разкопана раннохристиянска базилика с преустройства от средновизантийския период.